# Topoľníky
Topoľníky est un village de Slovaquie situé dans la région de Trnava.

## Histoire
Première mention écrite du village en 1421.

## Démographie

### Évolution de la population
| Année:               | 1994. | 2004.   | 2014.   | 2024.   |
| -------------------- | ----- | ------- | ------- | ------- |
| Nombre de personnes: | 2991  | 3001    | 3018    | 3122    |
| Différence:          |       | +0,33 % | +0,56 % | +3,44 % |

| Année:               | 2023. | 2024.   |
| -------------------- | ----- | ------- |
| Nombre de personnes: | 3132  | 3122    |
| Différence:          |       | -0,31 % |